# Irlande au Concours Eurovision de la chanson 1969
L'Irlande a participé au Concours Eurovision de la chanson 1969 le 29 mars à Madrid, en Espagne. C'est la 5e participation de l'Irlande au Concours Eurovision de la chanson.
Le pays est représenté par la chanteuse Muriel Day et la chanson The Wages of Love, sélectionnées au moyen d'une finale nationale organisée par la Raidió Teilifís Éireann (RTÉ).

## Sélection

### Irish Final 1969
Le radiodiffuseur irlandais Raidió Teilifís Éireann (RTÉ, « Radio-télévision irlandaise ») organise une finale nationale, pour sélectionner l'artiste et la chanson représentant l'Irlande au Concours Eurovision de la chanson 1969.
La sélection nationale, présentée par Brendan O'Reilly (en), a lieu le 16 février 1969 aux studios RTÉ à Dublin.
Huit chansons ont participé à la finale nationale. Les chansons sont toutes interprétées en anglais, l'une des deux langues officielles de l'Irlande.
Parmi les participants plusieurs artistes ont déjà représenté l'Irlande à l'Eurovision : Butch Moore (le premier participant irlandais à l'Eurovision en 1965) ; Dickie Rock (1966) ; Sean Dunphy (1967) ; Pat McGeegan (1968). Dana, participant également à cette finale nationale, remporte celle de l'année suivante avec la chanson All Kinds of Everything et devient la représentante de l'Irlande à l'Eurovision 1970, laquelle elle remportera également.

#### Finale
| Ordre | Artiste              | Chanson                | Traduction               | Points | Place |
| ----- | -------------------- | ---------------------- | ------------------------ | ------ | ----- |
| 1     | Sean Dunphy          | Paper Boats            | Bateaux de papier        | 3      | 5     |
| 2     | Dana                 | Look Around            | Regarde autour de toi    | 8      | 2     |
| 3     | Butch Moore          | Too Late               | Trop tard                | 2      | 8     |
| 4     | Muriel Day           | The Wages of Love      | Le Prix de l'amour       | 30     | 1     |
| 5     | Dickie Rock          | Now Do You Believe Me? | Maintenant me crois-tu ? | 6      | 3     |
| 6     | Eleanor Nodwell      | Talking to Myself      | Me parlant à moi-même    | 3      | 5     |
| 7     | Pat McGeegan         | Johnny Dreamer         | Johnny rêveur            | 5      | 4     |
| 8     | Fiorenza Viani-Nolan | 1959                   | –                        | 3      | 5     |

Lors de cette sélection, c'est la chanson The Wages of Love, interprétée par le chanteur Muriel Day, qui fut choisie,. Le chef d'orchestre sélectionné pour l'Irlande à l'Eurovision 1969 est Noel Kelehan.

## À l'Eurovision
Chaque pays avait un jury de dix personnes. Chaque juré attribuait un point à sa chanson préférée.

### Points attribués par l'Irlande
| 4 points | France                  |
| 3 points | Suisse                  |
| 1 point  | Espagne Finlande Italie |

### Points attribués à l'Irlande
| 10 points | 9 points | 8 points            | 7 points | 6 points                                     |
| --------- | -------- | ------------------- | -------- | -------------------------------------------- |
|           |          |                     |          |                                              |
| 5 points  | 4 points | 3 points            | 2 points | 1 point                                      |
|           |          | - Finlande - Suisse |          | - Allemagne - Pays-Bas - Royaume-Uni - Suède |

Muriel Day interprète The Wages of Love en 5e position lors de la soirée du concours, suivant Monaco et précédant l'Italie.
Au terme du vote final, l'Irlande termine 7e — à égalité avec la Belgique — sur les 16 pays participants, ayant reçu 10 points au total provenant de six pays,.